# Nancy Contreras
Nancy Llarely Contreras Reyes (Ciudad de México, 20 de enero de 1978) es una ciclista de pista mexicana, quien dos veces representó a su país en los Juegos Olímpicos de Verano en Atlanta 1996 donde fue abanderada olímpica y en Atenas 2004. En 2001 recibió el Premio Nacional del Deporte de México.

## Trayectoria

### Campeonato Mundial de Ciclismo en Pista
En el Campeonato Mundial de Ciclismo en Pista de 2001 terminó como primera en la carrera contra reloj de 500 metros, Ganando una medalla de oro. En el 2002 quedó en segundo lugar en la carrera contrarreloj de 500 metros y que en el 2003 acabó en la misma posición y también quedando tercera en Sprint.

### Juegos Panamericanos
Ganó una medalla de bronce en los Juegos Panamericanos de 1995 en Mar del Plata, Argentina. En 1999 terminó como segunda en la carrera contra reloj de 500 metros y en 2003 queda como primera en la carrera contra reloj de 500 metros. En 2011 gana una medalla de bronce junto con Daniela Gaxiola en las pruebas de pista.

### Juegos Centroamericanos y del Caribe
Participó en los Juegos Centroamericanos y del Caribe de 1998 en Maracaibo, donde ganó una medalla de oro, la cual fue retirada por dar positivo en un examen. Que recuperó en 2002. En 2006 ganó una medalla de plata en una carrera contra el reloj de 500 metros y dos medalla de bronce en sprint y en Keirin.

### UCI Track Cycling World Cup
Participó en la UCI Track Cycling World Cup de 1999 quedando en segundo lugar en la carrera contrarreloj de 500 metros, en la ronda 1 de la Ciudad de México, tercera en la carrera contrarreloj de 500 metros de la ronda 3 de Valencia, tercera en la carrera contrarreloj de 500 metros de la clasificación final individual. En el UCI Track Cycling World Cup de 2000 terminó primera en la carrera contra reloj de 500 metros de la Ronda 3 de Ciudad de México. En 2001 queda primera en carrera contra reloj de 500 metros de la Ronda 4 de la Ciudad de México, primero en sprint de la ronda 4 de la Ciudad de México y segunda en carrera contra reloj de 50 metros de la Ronda 1 de Cali.
En el 2002 quedó segunda en carrera contra reloj de 500 metros de la ronda 1 de Monterrey. Tercera en carrera contra reloj de 500 metros de la ronda 2 de Sídney. En 2003 quedó segunda en carrera contra reloj de 500 metros, Ronda 2, Aguascalientes. tercera en Sprint, Ronda 2, Aguascalientes. primera en carrera contra reloj de 500 metros, Ronda 3 de Cape Town, primera en carrera contra reloj de 500 metros, Ronda 4 de Sídney. Primera en Sprint, Ronda 4 de Sídney. Primera en carrera contra reloj de 500 metros, final individual en el ranking.

### Otros torneos
En 1995 quedó segunda en la carrera individual del Campeonato Mundial Juvenil de San Marino. En el Campeonato Panamericano de Ciclismo en Pista de 2005 termina en el segundo lugar de la carrera contra reloj de 500 metros y en Campeonato Panamericano de Ciclismo de 2007 tercera en Keirin o carrera sobre pista. En 2011 queda tercera en Sprint en equipo (con Daniela Gaxiola).
En 2012 en el Campeonato Nacional de Pista de México termina como primera en carrera Scratch. segunda en carrera contra reloj de 500 metros, segunda en Keirin o carrera sobre pista, tercera en carrera por equipos (con Belem Guerrero Méndez y Carolina Rodríguez).